# Afareaitu
Afareaitu es una comuna asociada de la comuna francesa de Moorea-Maiao, que está situada en la subdivisión de Islas de Barlovento, en la colectividad de ultramar de Polinesia Francesa.

## Composición
La comuna asociada de Afareaitu comprende una fracción de la isla de Moorea y el motu más próximo a dicha fracción:
| Comuna asociada de Afareaitu  |                  |                  |                    |
| Fracción de la isla de Moorea | Población (2012) | Superficie (km²) | Densidad (hab/km²) |
| Afareaitu                     | 3452             | 23.8             | 145                |
| Islote                        | Población (2012) | Superficie (km²) | Densidad (hab/km²) |
| Ahi                           | -                | -                | -                  |

## Demografía
| Gráfica de evolución demográfica de Afareaitu entre 1977 y 2012 |
|                                                                 |

Fuente: Insee